# TransMilenio
TransMilenio es un sistema de transporte de tipo BRT, que hace parte del sistema de transporte masivo de Bogotá y Soacha cuya entidad gestora es la Empresa de Transporte del Tercer Milenio S.A. Su construcción inició en 1998 y fue inaugurado el 4 de diciembre de 2000. La operación inició de manera gratuita el 18 de diciembre de ese año con las troncales (líneas) de la avenida Caracas (hasta la avenida de los Comuneros) y la calle 80, extendiéndose hasta el 6 de enero de 2001, fecha en que se inició la operación comercial. Desde entonces se han abierto nuevas troncales. Forma parte del SITP, junto con los servicios urbano, complementario y especial, que circulan por los barrios y vías principales de la ciudad.

## Historia

### Antecedentes
El sistema está basado en la Red Integrada de Transporte de la ciudad de Curitiba (Brasil).
El sistema TransMilenio es el tercero de este tipo BRT desarrollado en América Latina (el primero fue el de Curitiba en Brasil y el segundo el trolebús de Quito en Ecuador).
En el sistema TransMilenio inicialmente se implementó una uniformidad total en cuanto a color de los buses articulados, sin importar la ruta, actualmente el color rojo se mantiene y se combina con otros según el tipo de bus: extremos amarillos para el biarticulado, extremos grises para el bus dual, franjas verdes para los buses duales híbridos y ambientalmente sostenibles.

### Fase I

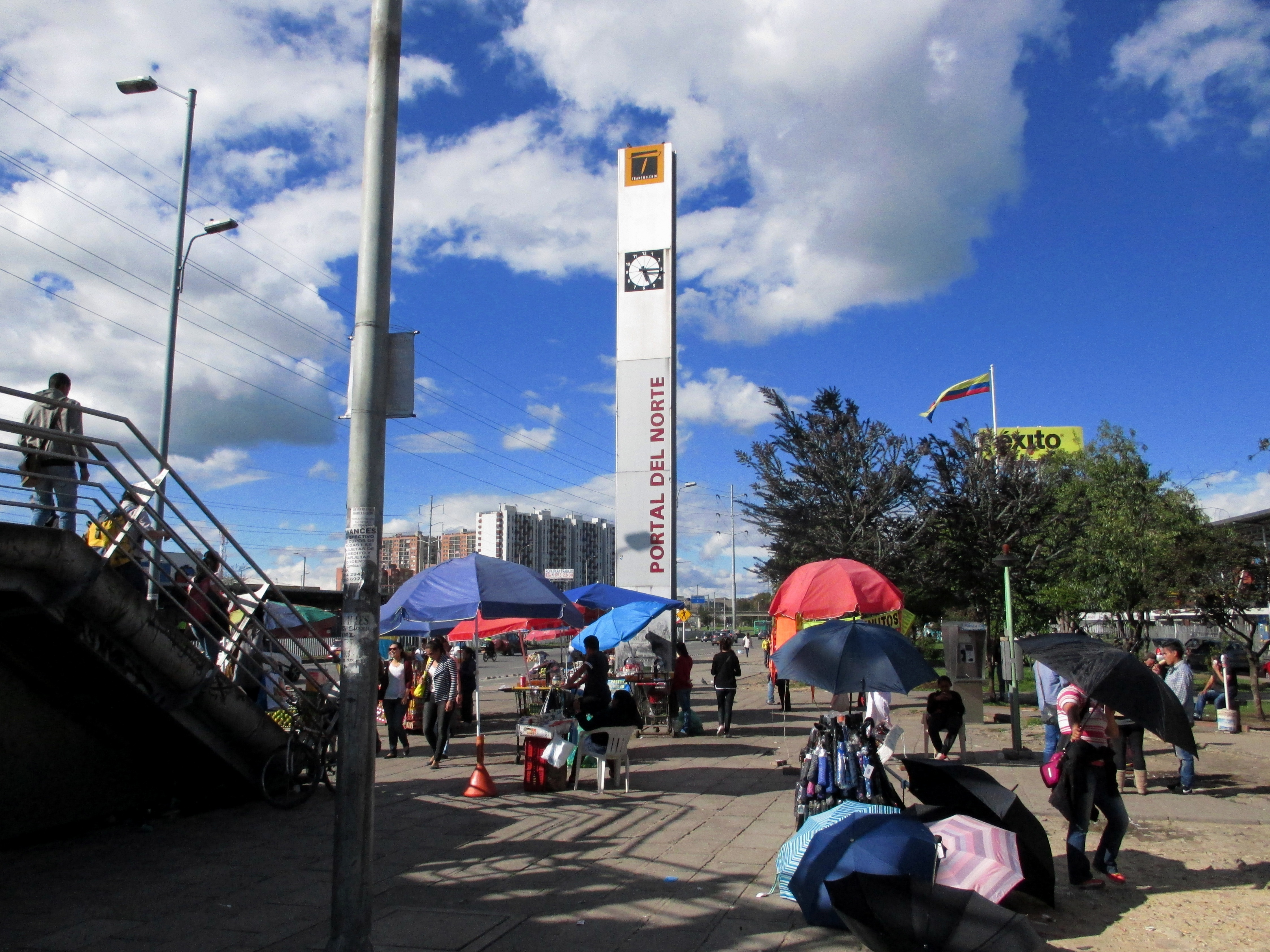
Estación cabecera Portal Norte.

En sus primeros días de prueba, el 18 de diciembre de 2000, TransMilenio inició principalmente la operación de manera gratuita con 21 estaciones de las cuales estaban comprendidas toda la troncal Calle 80 entre la estación de Cabecera de la Calle 80 hasta la estación sencilla Polo - FINCOMERCIO, incluyendo las estaciones intermedias Avenida Ciudad de Cali y Carrera 77, y la troncal de la avenida Caracas con las estaciones: Tercer Milenio, Avenida Jiménez, Calle 19, Calle 26, Calle 45 - American School Way, Calle 57 y Flores - Areandina.
El 26 de diciembre del 2000, se habilitaron más estaciones de la troncal avenida Caracas, las cuales fueron: Calle 22, Calle 34 - Fondo Nacional de Garantías (antiguamente Profamilia), Avenida 39, Marly, Calle 72 y Calle 76 - San Felipe.
El 14 de febrero de 2001, entró la última estación pendiente de la troncal avenida Caracas, Calle 63, quedando todo el tramo habilitado en su totalidad.
En el segundo trimestre del año 2001, en el mes de abril, el sistema TransMilenio comenzó a extenderse hacia el sur hasta la estación Olaya, más tarde el 12 de mayo de 2001 el servicio se extiende con la tercera troncal de la Autopista Norte desde la estación Héroes, la que funcionó durante un tiempo como fin de la línea hacia el norte. El 23 de junio de ese mismo año la troncal de la avenida Caracas sur se extendió hasta la estación Molinos, culminando el 6 de agosto con la puesta en marcha de la segunda cabecera del sistema conocida como el Portal Usme y la extensión de la troncal Autopista Norte con la puesta en marcha de las estaciones: Virrey, Calle 100 - Marketmedios, Pepe Sierra, Calle 127, Alcalá - Colegio Santo Tomás Dominicos, Calle 146, Mazurén y Toberín - Foundever.
El 18 de agosto de 2001 se habilitaron más estaciones de la troncal  Autopista Norte: Calle 85 - Gato Dumas, Calle 106, Calle 142 y Calle 161 (antiguamente Cardio Infantil). El 25 de agosto de 2001 se habilita la penúltima estación pendiente de la troncal, Prado.
En el año 2002, el 2 de febrero, se inaugura la tercera cabecera conocida como el Portal Norte, y el 16 de febrero entra en operación el ramal del Tunal con las estaciones Parque, Biblioteca y la cuarta cabecera conocida como el Portal Tunal. En el segundo semestre de ese mismo año, en junio, se extendió el sistema a partir de la línea de la Caracas por la avenida Jiménez hasta la estación Museo del Oro, y llegando al centro histórico de la ciudad con la estación Las Aguas - Centro Colombo Americano en diciembre, finalizando así la primera fase del sistema.
En noviembre de 2024 entró en funcionamiento la extensión de 3,5 km de carril exclusivo entre la estación Molinos y el Portal Usme, la cual incluye la nueva estación Danubio frente a la cárcel La Picota.

### Fase II

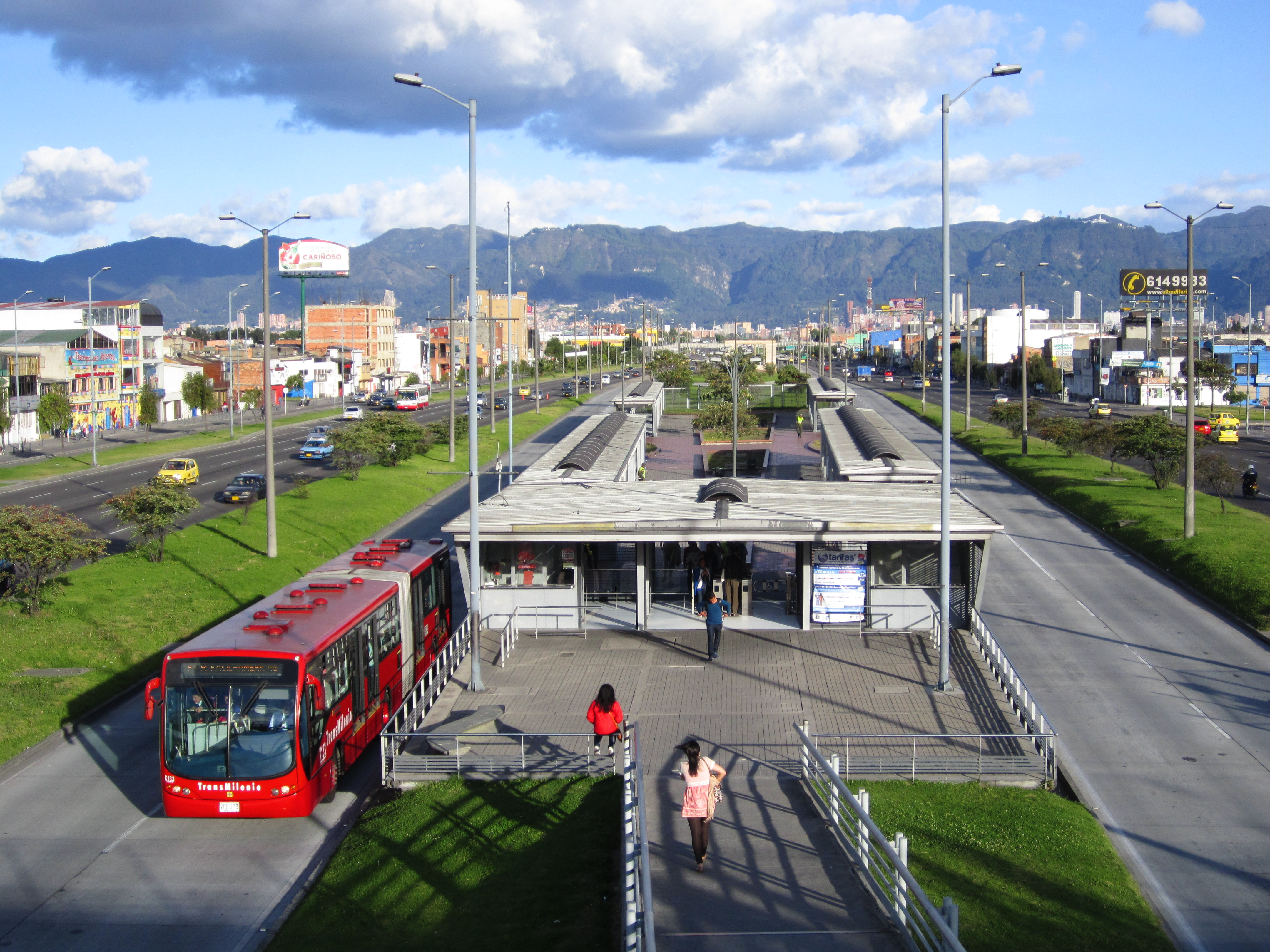
Américas - Avenida Boyacá

En el año 2002 se da inicio a la fase II con la construcción de las estaciones de Calle 13 entre De La Sabana y Puente Aranda. El 13 de mayo de 2003, la entrada costado norte de la estación Avenida Jiménez fue intervenida para la construcción de un túnel con el fin de conectar dicha estación con la futura estación originalmente denominada San Victorino, su construcción tuvo duración de casi 6 meses y entrando este a operar el 9 de noviembre de 2003 junto con la troncal Calle 13. 
El 14 de agosto de 2002, inició la construcción del primer tramo de la Troncal Américas comprendida entre Puente Aranda hasta la carrera 70B (Marsella) y el segundo tramo desde dicho punto hasta el Monumento de Banderas. El 14 de diciembre de 2002, se inició la construcción del tercer tramo de la troncal Américas, entre el Monumento de Banderas y la avenida Ciudad de Cali, con una longitud de 1.4 km. Entre el 27 de diciembre de 2003 y 2 de junio de 2004 inician operaciones las estaciones del tramo avenida de Las Américas, con el corredor vial hacia la localidad de Kennedy, quedando integrado al ramal del Eje Ambiental. Se inauguraron las estaciones de Banderas y el Portal Américas. 
El 21 de noviembre de 2003, se dio inicio a la construcción de una nueva troncal del sistema: avenida NQS entre Calle 92 hasta la Calle 10 como primer tramo intervenido, y el 27 de marzo de 2004 se inicia la construcción del segundo tramo comprendido entre Calle 10 y Autopista Sur.
El 17 de enero de 2004 inicia a la construcción de la troncal Suba como primer tramo entre calles 100 y 127 y el segundo tramo entre calle 127 A y la avenida Boyacá cuyo construcción fue el 26 de enero de 2004. En julio de ese mismo año empieza la intervención del tercer tramo de dicha troncal entre carrera 93 y avenida Ciudad de Cali.
El 1 de julio de 2005, se entregó parte de la segunda troncal de esta fase, la línea de sobre la avenida NQS, que se desprende de la troncal Autopista Norte a la altura de la calle 92 para unir con la estación Santa Isabel, en la Autopista Sur con carrera 51, esta troncal extendió a la estación General Santander el 15 de septiembre del mismo año, y el último tramo de esta troncal de la avenida NQS, de la Escuela General Santander al Portal Sur - JFK Cooperativa Financiera, ubicado cerca al cementerio El Apogeo, entró en operación el 15 de abril de 2006,
La troncal de la avenida Suba fue puesta en servicio el 29 de abril de 2006 después de habilitar el intercambiador Suba-NQS-Calle 80

### Fase III

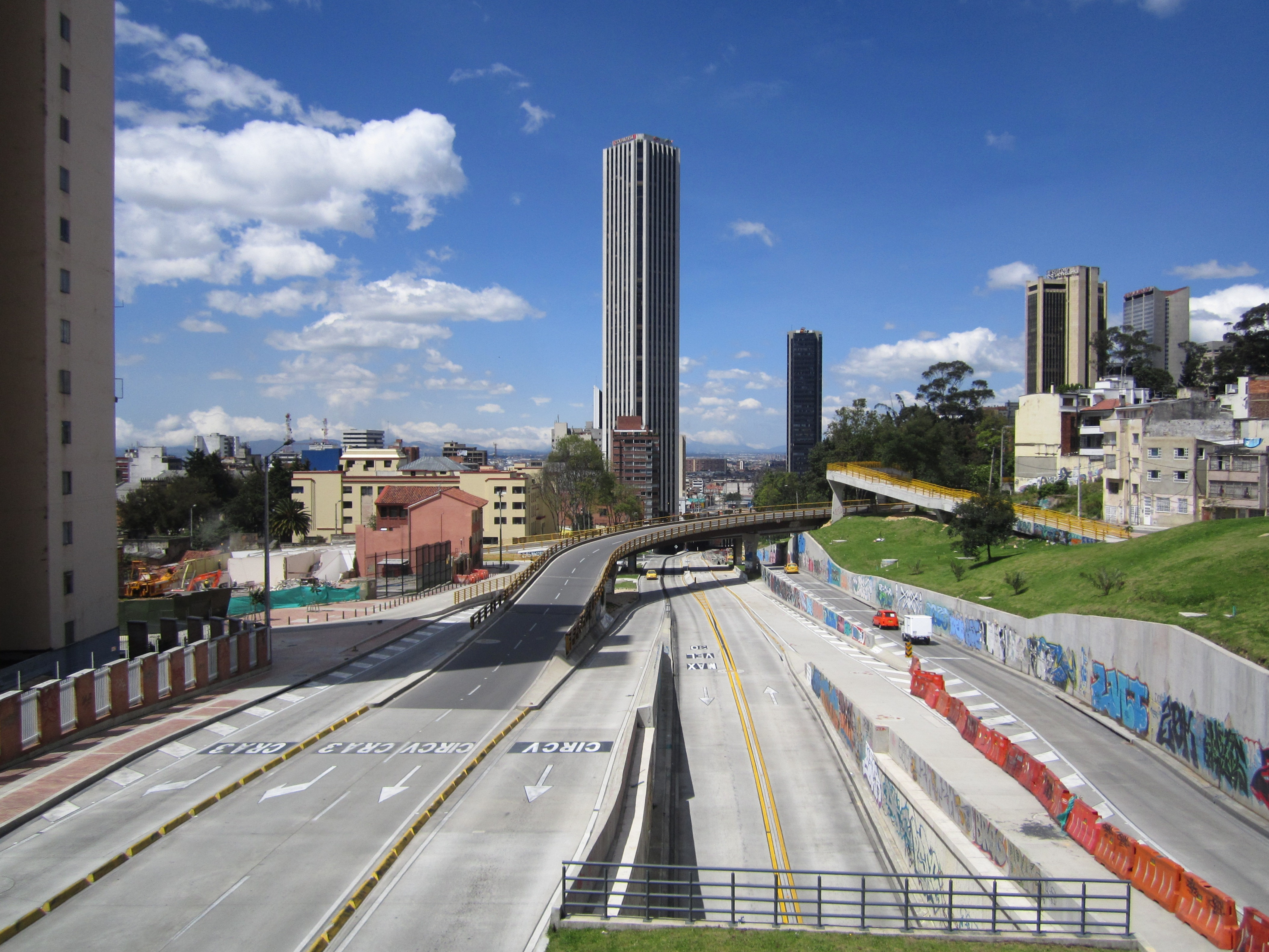
Zona oriental de la troncal de la avenida Eldorado.

En 2012, se inauguró la Troncal Calle 26 (avenida Eldorado), con la puesta en funcionamiento del Portal Eldorado - Centro Comercial Nuestro Bogotá y la estación Gobernación en su primera etapa. Luego, en octubre se puso en servicio la totalidad de las estaciones de la calle 26 y la carrera Décima.
En octubre de 2013 se anunció el inicio de operación de los buses duales (los cuales transitan tanto por carriles exclusivos como en tráfico normal) por la carrera Séptima, estos buses se detienen en los paraderos del carril exclusivo de la carrera décima hasta llegar a la estación subterránea de la estación Museo Nacional - FNG donde finaliza el carril exclusivo.

### Extensión a Soacha Fase I
El 27 de diciembre de 2013, tras 7 años de construcción, se inauguraron cuatro estaciones en el municipio de Soacha al sur de la ciudad de Bogotá entre La Despensa y San Mateo, estas estaciones forman parte de la primera fase de construcción del sistema de transporte en el municipio de las tres proyectadas, ante la gran demanda y la rápida saturación que sufrió el servicio en el municipio, a solo tres meses de ser inaugurado, se hizo necesaria la ampliación de las estaciones exceptuando la de la Despensa, adecuándolas para la operación de biarticulados. Simultáneamente para lograr la implementación del servicio de alimentadores fue necesaria la construcción de la estación integrada de San Mateo. La obra fue finalizada en diciembre del 2014 pero debido a desacuerdos entre TransMilenio y la Alcaldía de Soacha no fue puesta en funcionamiento hasta 2016.

## Esquema económico y administrativo
Es un sistema cuya infraestructura (vías y estaciones), se desarrolla con recursos públicos, y la administración, planificación y organización del sistema la hace una empresa pública, TransMilenio S.A. Los vehículos son propiedad privada, el recaudo lo hace igualmente una empresa privada: Recaudo Bogotá para la todas las fases de TransMilenio y el SITP, el Distrito de Bogotá recibe parte de las utilidades, con las que debe mantener la infraestructura del sistema.
El 90% de los ingresos es para las empresas operadoras, el 5% para la empresa que se encarga del recaudo y el 5% para la ciudad de Bogotá. El Distrito cubre los gastos en mantenimiento de losas, estaciones e infraestructura en general y los operadores se encargan del mantenimiento, reparación, lavado y operación de buses, contratación de conductores y compra de flota.
En agosto de 2023, Transmilenio, la Fiduciaria Corficolombiana y el Grupo Bancolombia Capital realizaron la "emisión del primer lote de Títulos de Contenido Crediticio" en la Bolsa de Valores de Colombia por un monto de $705.218 millones, para financiar las troncales alimentadoras avenida Ciudad de Cali y avenida 68.

### Operadores del sistema
Debido a su distribución el sistema cuenta con diferentes operadores en cada una de los Portales del sistema troncal y/o zonas de la ciudad adjudicados en varios procesos durante la Historia de TransMilenio.
La operación de los buses de fase I y fase II, son renovados entre 2019 y 2020 con buses con nueva tecnología Euro VI a gas natural y diésel Euro V con filtro el operador Connexion Móvil continuará hasta 2023.
- Sistema Troncal

| Operador                          | Portal                                            | Periodo de operación         |
| --------------------------------- | ------------------------------------------------- | ---------------------------- |
| SI18 Norte S.A.S. (Serie A)       | Portal Norte                                      | 1 de julio de 2019 - 2031    |
| SI18 Calle 80 S.A.S. (Serie M)    | Portal 80                                         | 20 de julio de 2019 - 2031   |
| Somos U S.A.S. (Serie U)          | Portal Usme                                       | 12 de octubre de 2019 - 2031 |
| BMO S.A.S. Bogotá Móvil (Serie T) | Portal Tunal                                      | 16 de junio de 2019 - 2031   |
| Capitalbus S.A.S. (Serie K)       | Portal Américas                                   | 2 de marzo de 2020 - 2032    |
| SI18 Suba S.A.S. (Serie S)        | Portal Suba                                       | 28 de marzo de 2020 - 2032   |
| Consorcio Express (Series D y N)  | Portal Sur - JFK Cooperativa Financiera           | 2024 - 2036                  |
| Consorcio Express (Series D y N)  | Portal 20 de Julio                                | 2012 - 2036                  |
| GMóvil (Serie E)                  | Portal Eldorado - Centro Comercial Nuestro Bogotá | 2012 - 2036                  |

| Operador                          | Portal                                            | Periodo de operación         |
| --------------------------------- | ------------------------------------------------- | ---------------------------- |
| SI18 Norte S.A.S. (Serie A)       | Portal Norte                                      | 1 de julio de 2019 - 2031    |
| SI18 Calle 80 S.A.S. (Serie M)    | Portal 80                                         | 20 de julio de 2019 - 2031   |
| Somos U S.A.S. (Serie U)          | Portal Usme                                       | 12 de octubre de 2019 - 2031 |
| BMO S.A.S. Bogotá Móvil (Serie T) | Portal Tunal                                      | 16 de junio de 2019 - 2031   |
| Capitalbus S.A.S. (Serie K)       | Portal Américas                                   | 2 de marzo de 2020 - 2032    |
| SI18 Suba S.A.S. (Serie S)        | Portal Suba                                       | 28 de marzo de 2020 - 2032   |
| Consorcio Express (Series D y N)  | Portal Sur - JFK Cooperativa Financiera           | 2024 - 2036                  |
| Consorcio Express (Series D y N)  | Portal 20 de Julio                                | 2012 - 2036                  |
| GMóvil (Serie E)                  | Portal Eldorado - Centro Comercial Nuestro Bogotá | 2012 - 2036                  |

- Buses alimentadores

| Operador                                  | Estaciones                                                  | Periodo de operación |
| ----------------------------------------- | ----------------------------------------------------------- | -------------------- |
| E-Somos Alimentación S.A.S                | Portal Usme y Molinos                                       | 2021 - 2035          |
| Este es mi Bus y Gmóvil                   | Granja – Carrera 77                                         | 2013 - 2036          |
| E-Somos Alimentación S.A.S y Suma         | Calle 40 Sur                                                | 2013 - 2036          |
| Este es mi Bus y Gmóvil                   | Portal 80                                                   | 2013 - 2036          |
| Suma                                      | Portal Tunal                                                | 2013 - 2036          |
| Consorcio Express y Masivo Capital        | Portal Norte                                                | 2013 - 2036          |
| Este es mi Bus                            | Portal Suba                                                 | 2021 - 2035          |
| Masivo Capital y ETIB                     | Portal Américas                                             | 2012 - 2036          |
| Masivo Capital y Este Es Mi Bus           | Banderas                                                    | 2012 - 2036          |
| ETIB                                      | Portal Sur - JFK Cooperativa Financiera y General Santander | 2013 - 2036          |
| GMóvil (Engativá)                         | Portal Eldorado - Centro Comercial Nuestro Bogotá           | 2013 - 2036          |
| Gran Américas Fontibón 1 S.A.S (Fontibón) | Portal Eldorado - Centro Comercial Nuestro Bogotá           | 2021 - 2035          |
| Consorcio Express                         | Portal 20 de Julio (San Cristóbal)                          | 2012 - 2036          |

| Operador                                  | Estaciones                                                  | Periodo de operación |
| ----------------------------------------- | ----------------------------------------------------------- | -------------------- |
| E-Somos Alimentación S.A.S                | Portal Usme y Molinos                                       | 2021 - 2035          |
| Este es mi Bus y Gmóvil                   | Granja – Carrera 77                                         | 2013 - 2036          |
| E-Somos Alimentación S.A.S y Suma         | Calle 40 Sur                                                | 2013 - 2036          |
| Este es mi Bus y Gmóvil                   | Portal 80                                                   | 2013 - 2036          |
| Suma                                      | Portal Tunal                                                | 2013 - 2036          |
| Consorcio Express y Masivo Capital        | Portal Norte                                                | 2013 - 2036          |
| Este es mi Bus                            | Portal Suba                                                 | 2021 - 2035          |
| Masivo Capital y ETIB                     | Portal Américas                                             | 2012 - 2036          |
| Masivo Capital y Este Es Mi Bus           | Banderas                                                    | 2012 - 2036          |
| ETIB                                      | Portal Sur - JFK Cooperativa Financiera y General Santander | 2013 - 2036          |
| GMóvil (Engativá)                         | Portal Eldorado - Centro Comercial Nuestro Bogotá           | 2013 - 2036          |
| Gran Américas Fontibón 1 S.A.S (Fontibón) | Portal Eldorado - Centro Comercial Nuestro Bogotá           | 2021 - 2035          |
| Consorcio Express                         | Portal 20 de Julio (San Cristóbal)                          | 2012 - 2036          |

- Recaudo

| Empresa              | Periodo de operación |
| -------------------- | -------------------- |
| Recaudo Bogotá S.A.S | 2013 - 2028          |

| Empresa              | Periodo de operación |
| -------------------- | -------------------- |
| Recaudo Bogotá S.A.S | 2013 - 2028          |

- Publicidad

- Publimilenio S.A. Comercializador de los espacios publicitarios en las estaciones.
- Marketmedios Comunicaciones S.A. Comercializador de los espacios publicitarios al interior y exterior de los buses de TransMilenio.

## Troncales
Actualmente, el sistema TransMilenio posee 148 estaciones distribuidas así:
| Troncal                | Inicio                                            | Fin                   | Transferencias                | Número de estaciones | Longitud troncal | Longitud pretroncal | Longitud total |
| ---------------------- | ------------------------------------------------- | --------------------- | ----------------------------- | -------------------- | ---------------- | ------------------- | -------------- |
| A Caracas              | Tercer Milenio                                    | Calle 76 - San Felipe | F Avenida Jiménez             | 14                   | 8,0 km           | Sin pretroncal      | 8,0 km         |
| B Autopista Norte      | Terminal                                          | Héroes                | Sin estación de transferencia | 17                   | 12,0 km          | Sin pretroncal      | 12,0 km        |
| C Avenida Suba         | Portal Suba                                       | San Martín            | Sin estación de transferencia | 14                   | 9,5 km           | 1,5 km              | 11,0 km        |
| D Calle 80             | Portal 80                                         | Polo - FINCOMERCIO    | Sin estación de transferencia | 13                   | 7,5 km           | 2,5 km              | 10,0 km        |
| E NQS Central          | La Castellana                                     | Tygua - San José      | F Ricaurte                    | 13                   | 11,5 km          | Sin pretroncal      | 11,5 km        |
| F Avenida Las Américas | Portal Américas                                   | Avenida Jiménez       | A Avenida Jiménez E Ricaurte  | 18                   | 12,5 km          | Sin pretroncal      | 12,5 km        |
| G NQS Sur              | San Mateo - Centro Comercial Unisur               | Comuneros             | Sin estación de transferencia | 17                   | 13,0 km          | Sin pretroncal      | 13,0 km        |
| H Caracas Sur (Usme)   | Hospital                                          | Portal Usme           | Sin estación de transferencia | 14                   | 10,0 km          | 0,25 km             | 10,25 km       |
| H Caracas Sur (Tunal)  | Portal Tunal                                      | Hospital              | T TransMiCable                | 3                    | 6,75 km          | Sin pretroncal      | 6,75 km        |
| J Eje Ambiental        | Museo del Oro                                     | Universidades - CityU | Sin estación de transferencia | 3                    | 1,5 km           | Sin pretroncal      | 1,5 km         |
| K Avenida Eldorado     | Portal Eldorado - Centro Comercial Nuestro Bogotá | Centro Memoria        | Sin estación de transferencia | 13                   | 11,0 km          | 2,0 km              | 13,0 km        |
| L Carrera Décima       | San Diego                                         | Portal 20 de Julio    | Sin estación de transferencia | 10                   | 6,5 km           | Sin pretroncal      | 6,5 km         |
| M Carrera Séptima      | Museo Nacional - FNG                              | Museo Nacional - FNG  | Sin estación de transferencia | 1                    | 0,5 km           | 12,0 km             | 12,5 km        |

## Funcionamiento

### Rutas troncales
El sistema de troncales cuenta con tres tipos de servicios:
- Corriente o Ruta Fácil: Son las rutas numeradas del 1 al 8 que hacen parada en todas las estaciones y funcionan todo el día. A partir del mes de agosto de 2008, este tipo de servicio recibió el nombre de "Ruta fácil".[35] El 17 de junio de 2017 estos servicios se modificaron reemplazando los recorridos que operaban desde 2006 por trazados más cortos, además de un cambio de nomenclatura, la cual dejó de incluir la letra y el color de la zona de destino, es decir que solamente muestran el número y el destino. Actualmente son 8 servicios corrientes.[36]
- Expreso: Rutas que únicamente hacen parada en las estaciones determinadas en su ruta, son numeradas del 10 al 76.
- Troncal con bus dual: Rutas para extender el servicio troncal de TransMilenio a vías arterias, comenzando con la Carrera Séptima, son numeradas del 81 al 89.[37]
- Expresos todos los días: Son servicios expresos que operan todos los días. Desde marzo de 2018, algunas rutas que originalmente operaban de lunes a sábado ampliaron su horario a domingos y festivos.

| Tipo                                                           | Rutas al Norte                                              | Rutas al Sur                                                |
| -------------------------------------------------------------- | ----------------------------------------------------------- | ----------------------------------------------------------- |
| Ruta fácil Todo el día                                         | 1 2 3 4 5 6 7 8                                             | 1 2 3 4 5 6 7 8                                             |
| Expresos todos los días Todo el día                            | A60 B10 B12 B18 B72 B75 C15 C25 D22 E32 E42 J23 K43 K54 M47 | D10 F23 F32 F60 G12 G22 G42 G43 G47 H15 H54 H72 H75 L18 L25 |
| Expresos lunes a sábado Todo el día                            | B11 B13 B16 B23 B28 B74 C19 D20 D21 D24 K10 L41 M51         | F19 F28 F51 G11 G41 H13 H20 H21 J24 J74 K16 K23 L10         |
| Expresos lunes a sábado Horas pico de la mañana y de la tarde  | B46                                                         | G46                                                         |
| Expresos lunes a sábado Hora pico de la mañana                 | B26 G45                                                     | G45                                                         |
| Expresos sábados De 12:00 p. m. a 6:00 p. m.                   |                                                             | F26                                                         |
| Expresos sábados De 4:00 a. m. a 3:00 p. m.                    | C17                                                         |                                                             |
| Expresos sábados De 5:00 a. m. a 3:00 p. m.                    | C30                                                         | G30 H17                                                     |
| Expresos lunes a viernes Horas pico de la mañana y de la tarde | B27 C17 C30 G45                                             | G30 G45 H17 H27                                             |
| Expresos lunes a viernes Hora pico de la mañana                | A52 A61 B50 B55 J76                                         | J70 J73                                                     |
| Expresos lunes a viernes Hora pico de la tarde                 | C73 D55                                                     | C50F26 F61 G52 H76                                          |
| Dual todos los días Todo el día                                | C84 D81 M82 M83 M86                                         | H83 K86 L81 L82 M84                                         |
| Alimentador - Intermunicipal                                   |                                                             |                                                             |

### Rutas alimentadoras

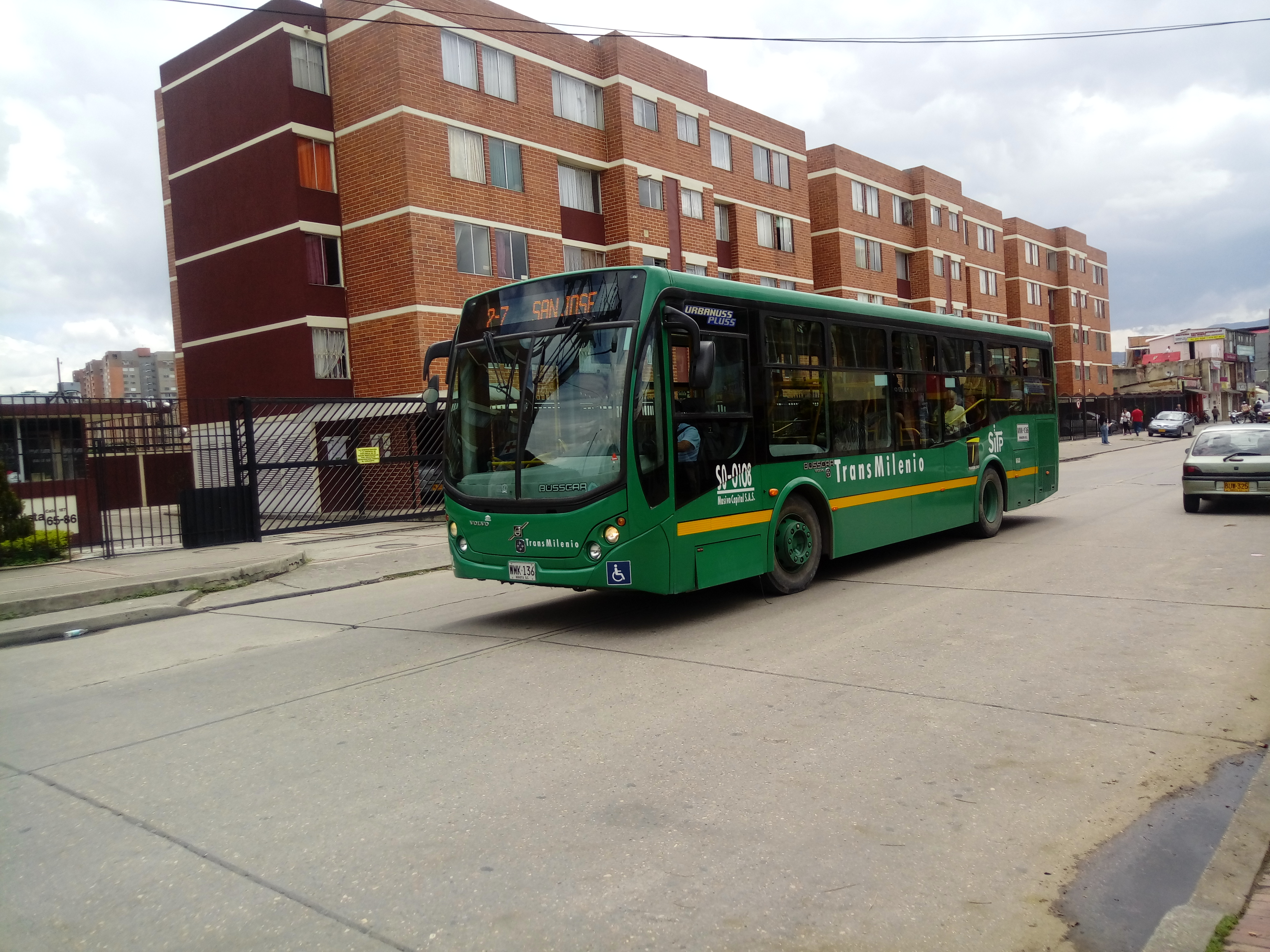
Ruta alimentadora 2-7 San José.

Las rutas alimentadoras circulan a través de la vía mixta de tráfico normal, por la cuenca de alrededores del portal o la estación de transferencia o intermedia, donde tienen paraderos señalados y programados donde se hace el ingreso y salida de pasajeros que entran y salen del sistema. Los alimentadores permiten acercar a los usuarios a los barrios más retirados de las estaciones, a sus lugares de destino o de origen sin realizar pago adicional.
En la tabla se clasificarán las rutas alimentadoras de la siguiente manera:
 1.X. Cobro en estación, no se permite el viaje entre paraderos.
 1-X Cobro en el vehículo, se permite el viaje entre paraderos.
| Portal 80                                          | Portal Norte                               | Portal Usme                                              | Molinos                                   | Granja-Carrera 77                       | Avenida Cali                                  |
| -------------------------------------------------- | ------------------------------------------ | -------------------------------------------------------- | ----------------------------------------- | --------------------------------------- | --------------------------------------------- |
| 1.1 1.2 1.3 1.4 1.5 1.7 1.8 1.9 1.10               | 2.1 2.2 2.3 2.4 2.5 2-7 2.8 2.10 2.11 B924 | 3-2 3-3 3-4 3-5 3-8 3-9 3-10 3-11 3-12 3-13 3-14         | 4-1 4-2 4-3 H728                          | 5-1 5-3 5-4                             | 5-2                                           |
| Portal Tunal                                       | Calle 40 Sur                               | Banderas                                                 | Portal Américas                           | Portal Sur - JFK Cooperativa Financiera | Portal Suba                                   |
| 6.1 6.1C 6.2 6-3 6.4 6.5 6.5C 6.6 6.7 6.8 6.9 6.12 | 7-1 7.2 7.3                                | 8.1 8.2 8.3 8.4 8.5 8.6                                  | 9.1 9.2 9.3 9.4 9.5 9.7 9.8 9.9 9.10 9.11 | 10.1 10.2 10.3 10.4 10.5 10-6 10.8      | 11-2 11-3 11-4 11-5 11-6 11-7 11-8 11-9 11-10 |
| General Santander                                  | Portal 20 de Julio                         | Portal Eldorado - Centro Comercial Nuestro Bogotá        |                                           |                                         |                                               |
| 12-1                                               | 13.6 13.7 13-9 13.10 13.12 13.13 L820      | 16.1 16.2 16.3 16.4 16-5 16.6 16-7 16-8 16-9 16-10 16.14 |                                           |                                         |                                               |

### Tarifas
| Fecha de ajuste         | Hora pico | Hora valle |
| ----------------------- | --------- | ---------- |
| 18 de enero de 2025     | $3200     | $3200      |
| 10 de enero de 2023     | $2950     | $2950      |
| 11 de enero de 2022     | $2650     | $2650      |
| 2 de marzo de 2020      | $2500     | $2500      |
| 2 de febrero de 2019    | $2400     | $2400      |
| 2 de febrero de 2018    | $2300     | $2300      |
| 1 de abril de 2017      | $2200     | $2200      |
| 3 de febrero de 2016    | $2000     | $2000      |
| 31 de agosto de 2015    | $1800     | $1800      |
| 22 de octubre de 2014   | $1800     | $1500      |
| 1 de agosto de 2012     | $1700     | $1400      |
| 1 de enero de 2012      | $1750     | $1750      |
| 1 de enero de 2011      | $1700     | $1700      |
| 4 de enero de 2010      | $1600     | $1600      |
| 4 de julio de 2008      | $1500     | $1500      |
| 20 de julio de 2007     | $1400     | $1400      |
| 5 de agosto de 2006     | $1300     | $1300      |
| 1 de enero de 2005      | $1200     | $1200      |
| 2 de agosto de 2003     | $1100     | $1100      |
| 24 de noviembre de 2002 | $1000     | $1000      |
| 14 de octubre de 2001   | $900      | $900       |
| 8 de marzo de 2001      | $850      | $850       |
| 6 de enero de 2001      | $800      | $800       |

Desde el 18 de enero de 2025, el pasaje de TransMilenio tiene un costo de $3200 (aproximadamente US$0,72 o €0,70) todo el día, todos los días, al igual que la tarifa del componente zonal del SITP. Los transbordos a los demás componentes del sistema de transporte de la ciudad son gratuitos a cualquier hora del día. Los precios de los transbordos aplican para realizar dos operaciones dentro de los 125 minutos luego de haber realizado la primera validación de un pasaje y hasta un máximo de seis transbordos en el día.
El sistema también cuenta con tarifas preferenciales que le da beneficios para adultos mayores (personas mayores de 62 años), personas en condición de discapacidad y usuarios afiliados al SISBÉN con algunas condiciones. Se aplican con el uso de la tarjeta Tullave Plus Especial. se mantienen los mismos precios plenos en la tarifa pero el beneficio se refleja en la carga mensual que reciben en sus tarjetas. Y los beneficiarios del SISBÉN deben estar inscritos en los niveles 1 y 2 de un sistema de puntos y deben ser mayores de 16 años en el componente troncal y en los componentes zonales. Para estas poblaciones las tarifas de los transbordos no tienen variaciones respecto a las tarifas normales.
El sistema TransMilenio prestó su servicio gratuito hasta el 5 de enero del año 2001, para el día siguiente, 6 de enero, empezar el servicio comercial con un valor en la tarifa de 800 pesos.

### Métodos de pago
El ingreso a TransMilenio se hace mediante tarjetas inteligentes sin contacto (Mifare e Infineon), adquiridas o recargadas en las taquillas, o en la red de recarga externa de Tullave en la ciudad. En la actualidad existen varios tipos de tarjetas, siendo administradas por un solo operador de recaudo, por tanto se expiden todas bajo la denominación "Tu llave" (Básica, Plus y Plus Especial), anteriormente el sistema tuvo otro operador cuyas tarjetas fueron descontinuadas.

#### Tarjeta Tullave Básica
Homóloga de la tarjeta Monedero, introducida al inaugurar la Fase III. Acepta también recargas de crédito en pesos para el pago de pasajes. Sin embargo, no es personalizada, por lo que no ofrece viaje a crédito o fiado, recuperación de saldo en caso de perdida ni descuento por transbordo, puede ser utilizada en todas las estaciones y portales de TransMilenio y los buses del SITP. Tiene un costo de $8000 pesos.

#### Tarjeta Tullave Plus
Homóloga de la tarjeta Cliente Frecuente, introducida al inaugurar la Fase III. Acepta recargas de crédito en pesos para el pago de pasajes, están personalizadas con los datos del usuario, permiten el viaje a crédito, la recuperación de saldo en caso de perdida y descuentos por transbordos dentro del Sistema Integrado de Transporte. Actualmente puede ser utilizada en todas las estaciones y portales del sistema TransMilenio y los buses zonales del SITP. Tiene un costo de $8000 pesos. Esta tarjeta cuenta con tres variaciones:
- Tullave Plus SISBEN Utilizada por las personas mayores de 16 años con un puntaje inferior a 30.56 puntos SISBEN III[45] quienes tienen un menor valor en el pasaje.
- Tullave Plus Discapacitados: Utilizada por personas en condición de discapacidad que se encuentran en la base de datos de la Secretaría de Salud de Bogotá, quienes acceden a un subsidio que el Gobierno Distrito les concede mensualmente.
- Tarjeta Tullave Plus Adulto Mayor: Anteriormente llamada Tu Llave Plus Especial. Puede ser tramitada por adultos mayores de 62 años y dentro de su personalización incluye la foto del usuario. Con ella obtienen un menor valor en el pasaje.

#### Tarjeta TransMiPass
El 20 de marzo de 2025 inicia la implementación de esta tarjeta la cual permite adquirir 65 ingresos al sistema, pagando $160 000 al mes lo que equivale a pagar $2460 por cada vez que se utilice. Para acceder al beneficio se hará a través de una plataforma que tendrá verificación de identidad del usuario y luego de realizar la recarga, la persona deberá ir a alguno de los 9 portales a reclamar la nueva tarjeta, la primera vez; posteriormente solo deberá hacer el pago para seguir usando el TransMiPass.
Las condiciones para el uso de esta tarjeta son:
- Los 65 pasos no son acumulables.
- Es personal e intransferible.
- Si el sistema detecta usos atípicos, la tarjeta será bloqueada.
- Se podrán hacer hasta 6 validaciones por día.
- También podrá usarse como tarjeta básica.
- La recarga solo se podrá hacer una vez al mes.

#### Tarjetas bancarias
Aparte de la tarjeta Tullave, algunos bancos ofrecen a sus clientes la posibilidad de acceder al sistema utilizando tarjetas débito que expiden en Bogotá. El primer banco en ofrecer esta funcionalidad fue el Banco de Bogotá, el 5 de agosto de 2011. Actualmente las siguientes instituciones ofrecen este servicio: AV Villas, Banco de Bogotá, Bancolombia, Codensa, Davivienda, Itaú, Scotiabank Colpatria y Rappi.

#### Punto de venta de tarjetas
Las tarjetas se pueden adquirir en las taquillas de las estaciones o portales, en marzo de 2008 se dispusieron taquillas en comercios cercanos a las estaciones principales con el fin de descongestionar las taquillas de las estaciones que eran los únicos lugares donde se podía adquirir. Allí también, los usuarios podían comprar la tarjeta Cliente Frecuente, la cual incluye el nombre y cédula de cada uno de ellos. Actualmente existen miles de puntos de recarga y venta de tarjetas en toda la ciudad y en los municipios de Cajicá, Cáqueza, Chía, Chocontá, Cogua, Cota, Facatativá, Funza, Fusagasugá, Gachancipá, Girardot, La Calera, Madrid, Mosquera, Pacho, Sibaté, Soacha, Sopó, Tabio, Tocancipá, Ubaté, Villa Pinzón, Villeta y Zipaquirá mediante la red Paga Todo.
Los pasajeros en los buses intermunicipales, que transportan personas entre Bogotá y los municipios metropolitanos, deben pagar una tarifa de $1.400 (US$0.48) pesos colombianos adicionales, por economía.

### Horarios
TransMilenio presta su servicio de lunes a sábados de 04:00 a 23:30 y los domingos y días festivos de 04:00 a 22:30. De lunes a viernes el servicio de buses alimentadores empieza a funcionar desde las 03:00 hasta las 00:30. Los sábados desde las 03:30 hasta las 00:30. Los domingos y festivos este mismo servicio funciona de 04:00 hasta las 23:30, aunque las rutas son menos numerosas y por ende la oferta de buses se reduce considerablemente. Durante las horas pico circula una mayor cantidad de vehículos que en las horas valle.
Durante las jornadas de Bogotá Despierta, en las cuales el comercio está abierto hasta altas horas de la noche, el sistema funciona hasta la medianoche. De igual manera, el 31 de diciembre de 2008, 2009 y 2013  el servicio funcionó en jornada continua hasta las 03:00, debido a la fiesta de fin de año en la Torre Colpatria.
Como hecho destacado, los días 19 y 20 de agosto de 2011 TransMilenio operó 43 horas seguidas desde las 5:00 a. m. del 19 de agosto hasta las 10:00 p. m. del 22 de agosto por la noche, previa a la final de la Copa Mundial de Fútbol Sub-20 de 2011, que se llevó a cabo en Colombia.

## Infraestructura

### Estaciones

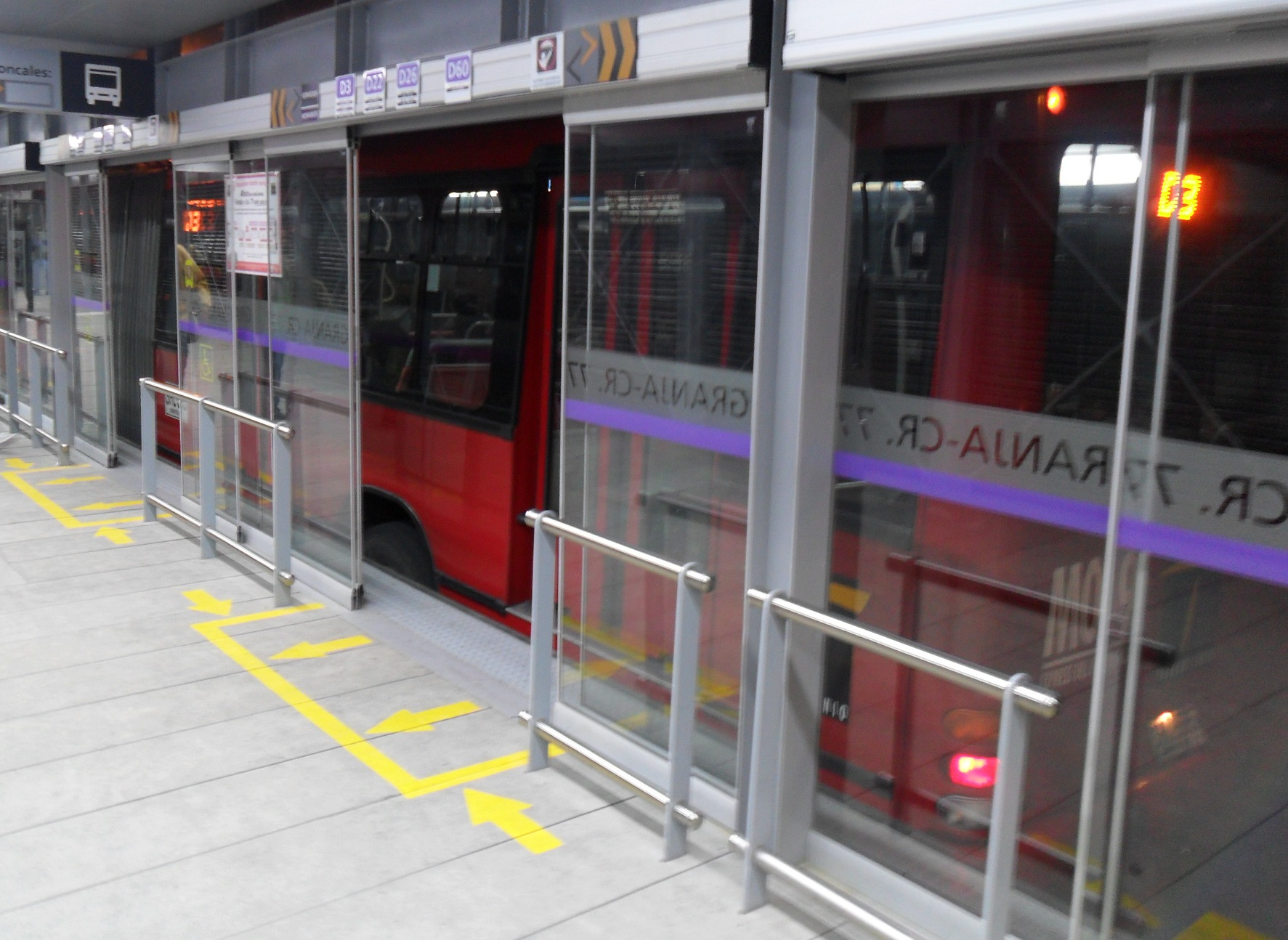
Puertas deslizables que se abren cuando un bus hace una parada. estación Granja – Carrera 77

El sistema TransMilenio existen cinco tipos de estaciones:
- Cabecera (portales). Ubicadas en zonas de entrada de la ciudad y a la que además de los alimentadores y los buses articulados, llegan autobuses intermunicipales de la zona metropolitana. Cuentan con otros servicios como, zonas de teléfono y baños públicos. Estos portales son llamados: Norte, Suba, 80, Las Américas, Sur, Tunal, Usme, 20 de Julio y Eldorado. Las dos últimas cuentan con zonas de control y administración del sistema. En todas las estaciones se pueden encontrar rutas del sistema y tableros electrónicos que anuncian el tiempo aproximado de llegada de los articulados e información y avisos de TransMilenio. Igualmente cuentan con la presencia de personal administrativo.
- De transferencia. Permiten el cambio entre dos troncales diferentes, a través de un túnel en zona pagada. Las estaciones de transferencia son: Avenida Jiménez, que conecta las troncales de avenida Caracas con la troncal Américas, la estación Ricaurte que conecta la troncal Américas con la troncal NQS, Norte-Quito-Sur; la estación Universidades - CityU/Las Aguas - Centro Colombo Americano que conecta al eje ambiental de la avenida Jiménez con la troncal de la calle 26 y el Portal Tunal que conecta la troncal Caracas Sur con la estación de TransMiCable homónima.
- Intermedias. A las cuales tienen acceso los servicios alimentadores, zonales y complementarios son las estaciones Avenida Cali, Granja – Carrera 77, Calle 40 Sur, Molinos, Banderas, General Santander, Avenida Rojas - UNISALESIANA, Avenida Primero de Mayo y Bicentenario.
- Sencillas. Cumplen el servicio corriente de llegada y salida de pasajeros. Están ubicadas aproximadamente cada 500 m una de la otra. La mayoría de estaciones son de este tipo.
- Sin intercambio. No permiten el cambio entre sentidos norte-sur a sur-norte. Este tipo de estaciones se encuentran ubicadas en la Autopista Norte y en el ramal del Tunal, debido a condiciones de espacio en la vía. Técnicamente son estaciones sencillas en cuando a su forma de funcionamiento.

Las estaciones sencillas generalmente tienen 5 metros de ancho (excepto las estaciones sin intercambio, cuyo ancho es de 3 m, y tres de los vagones de la estación Ricaurte, que tiene casi 10 m), la longitud de las estaciones sencillas varía de acuerdo a las características de la vía (por ejemplo ubicación de cruces semaforizados, curvas, etc.) y la cantidad de pasajeros en el sector.
Aparte, en algunas estaciones se prestan diversos servicios. Entre ellos se encuentran:
- Cicloparqueaderos. Son espacios ubicados dentro de la zona paga de la estación, donde los usuarios que acceden al sistema en bicicleta pueden guardar sus vehículos y hacer uso del sistema troncal. Operan de 05:00 a 00:00 en los horarios del sistema. A continuación se muestran las estaciones que tienen este servicio, entre paréntesis se muestra el número de cupos disponibles en cada cicloparqueadero: Portal Suba (324), Portal 80 (353), Ricaurte (165), Portal Américas (785), Banderas (101), Av. Américas - Av. Boyacá (32), Marsella (32), Pradera (32), San Mateo (650), Portal Sur (220), General Santander (48), Portal Tunal (437), Juan Pablo II (44), Manitas (52), Mirador del Paraíso (82), Portal Eldorado (532), Avenida Rojas (104), Quinta Paredes (48), Portal 20 de Julio (216) y Bicentenario (116). Los cicloparqueaderos gestionados por el IPES se encuentran en las cercanías de las siguientes estaciones: Las Aguas, Américas-Avenida Boyacá, Biblioteca Tintal, y Alcalá. Estos operan de 06:00 a 19:00.
- Cajeros automáticos. Algunos bancos proveen el servicio de cajero automático dentro de las estaciones. Estos se encuentran distribuidos así según el banco:
  - BBVA: Portal Norte, Portal 80, Portal Suba, Portal Américas, Portal Sur, Portal Tunal, Portal Usme, Héroes, Avenida Jiménez, Ricaurte, Banderas y Pradera.
  - Davivienda: Portal Norte, Portal Suba, Portal 80, Portal Sur, Portal Tunal, Portal 20 de Julio y Portal Usme.
  - Bancolombia: Portal 80, Portal Suba, Portal Américas, Portal Sur, Portal Tunal, Portal Usme, Héroes, Avenida Jiménez, Ricaurte y Banderas.
  - Banco de Bogotá: Portal 80, Portal Suba, Portal Américas, Portal Sur, Portal Tunal, Portal Usme, Héroes, Ricaurte y Banderas.
- Biblioestaciones. Las bibloestaciones son pequeñas bibliotecas públicas con servicio de préstamo de libros y recomendación de lecturas que se encuentran en el Sistema. Se ubican en: Portal Usme, Portal Tunal, Portal Américas, Portal Suba, Portal Sur, Portal 20 de Julio, Portal Eldorado, San Diego y Ricaurte.
- Puestos de atención en salud. Brindan primeros auxilios en caso de ser necesario de 07:00 a 19:00. Se ubican en: Portal Norte, Portal 80, Portal Suba, Portal Américas, Portal Sur, Portal Tunal, Portal Usme y Ricaurte. En todos los portales hay servicio de ambulancia.
- Baños públicos. El costo al año 2022 es de $700 por persona, operan desde las 06:00 hasta las 22:00. Se ubican en: Portal Norte, Portal 80, Portal Suba, Portal Américas, Portal Sur, Portal Tunal, Portal Usme, Portal 20 de Julio, Portal Eldorado, Ricaurte y Bicentenario.
- Ascensores. Ubicadas en algunas estaciones y en los portales del sistema. Algunas de ellas son: Portal 80, Portal Américas, Suba - Avenida Boyacá, entre otras.

Desde diciembre de 2012 se presta en algunas estaciones el servicio de Internet inalámbrico cuya cobertura aproximada es de 300 m.

### Estacionamientos
El sistema cuenta con estacionamientos para los buses articulados en todos los portales, además de tres más: uno sobre la avenida de los Comuneros con carrera 18, otro subterráneo en la avenida Norte-Quito-Sur con calle 19 y otro sobre la avenida Jorge Gaitán Cortés con calle 59C Sur. Allí se le realiza mantenimiento a la flota de autobuses y existen salas de descanso para los conductores con cafeterías incluidas.
En algunos de dichos estacionamientos están las oficinas de los consorcios que prestan el servicio (en los que están ubicados en los portales).

### Salas de control
El sistema cuenta con diez centros zonales de operación y una sala de control desde donde se opera el sistema.

## Flota

### Articulado

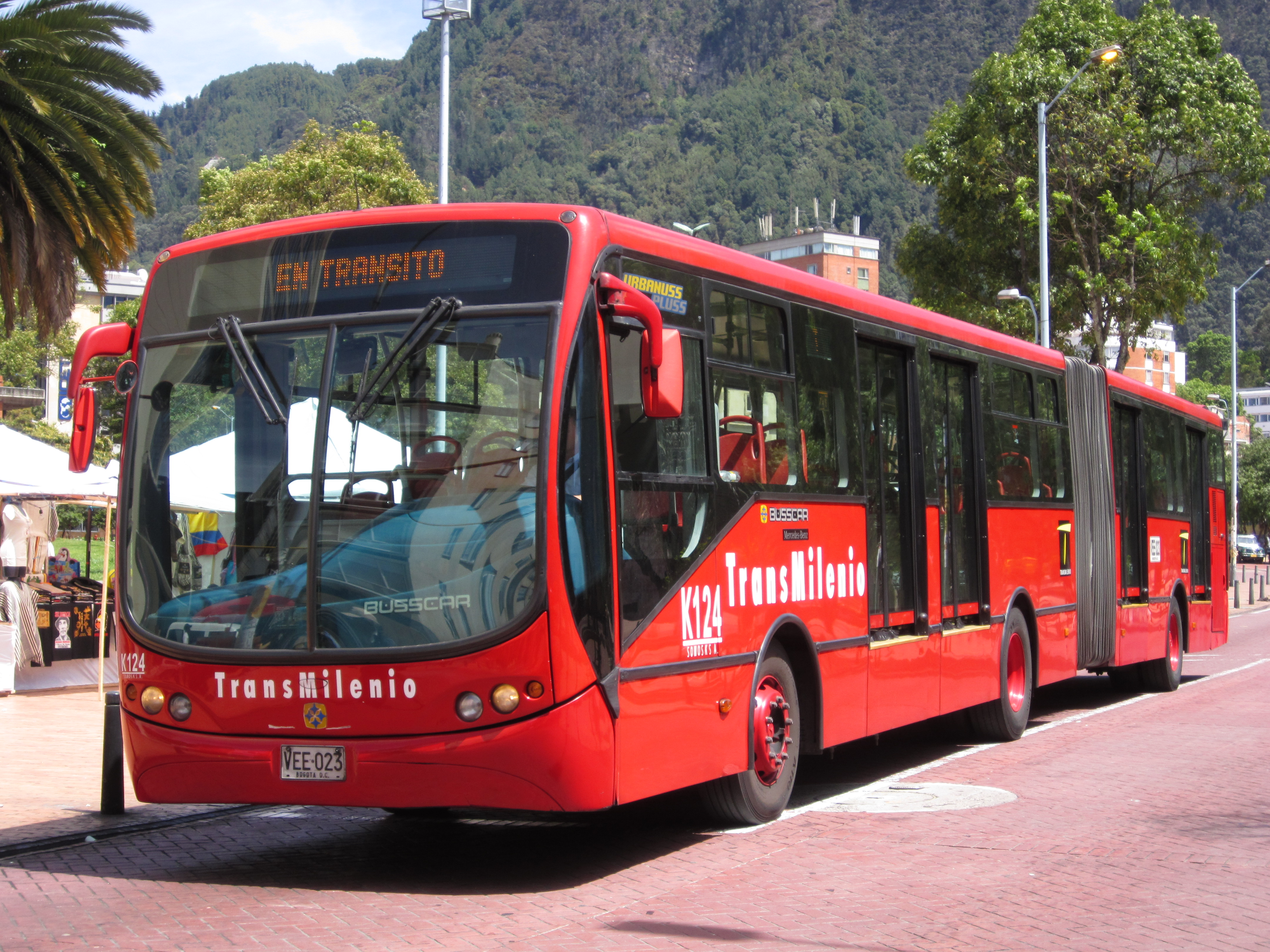
Bus articulado en el Eje Ambiental.

Los vehículos articulados que circulan por las troncales son de color rojo y un tamaño y altura superiores a las de un autobús normal, con una articulación en el medio de color gris y material de tela, que permite girar en la mitad para permitir que doble y gire en los recorridos. Internamente tienen 40 sillas de color rojo y ocho de color azul exclusivas para niños, ancianos, discapacitados y mujeres embarazadas, y una zona especial para ubicar sillas de ruedas. Tienen una capacidad total de 160 personas, 48 sentadas y 112 de pie. Cuentan con tableros electrónicos y un sistema de altavoz que indican las próximas paradas. Cada articulado tiene cuatro puertas de entrada y salida en el costado izquierdo y dos para casos de emergencia en el costado derecho ocultas bajo tapa en las escaleras y las cintas reflectivas son de color amarillo, para que los conductores puedan diferenciar los buses.
Los autobuses son fabricados con los mismos estándares, sin importar su marca. Los primeros en entrar en servicio fueron AB Volvo con carrocería Marcopolo ensamblados en Colombia, carrocerías Superpolo y Chasis Mercedes-Benz o carrocería Busscar. Posteriormente al sistema fueron llegando otras combinaciones de chasis y carrocería para articulados, como es el caso de los Comil con chasis Scania L94 o combinaciones de carrocerías Busscar Urbanuss Pluss y Marcopolo Gran Viale, y Gran Viale BRT con chasis Volvo B10M, Volvo B12M, Mercedes Benz O500MA y Scania K310. Con la licitación de los nuevos buses, TransMilenio ordenó aproximadamente 1440 buses con tecnología Euro 5 y Euro 6 a gas natural, reduciendo así un 95% de material contaminante particulado.

### Biarticulado

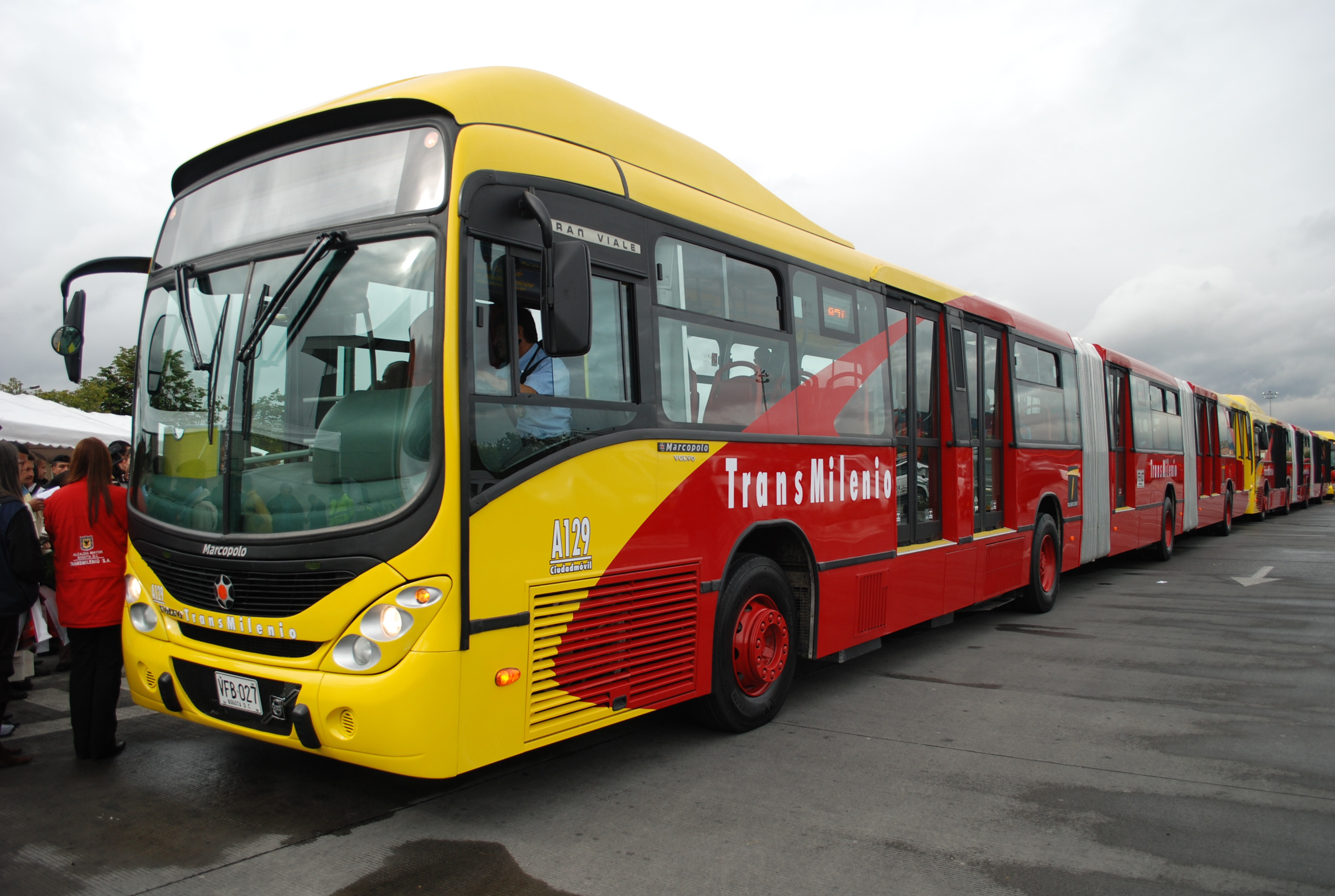
Presentación de un bus biarticulado.

El 6 de agosto de 2009, cinco de estos buses fueron puestos en servicio. Estos buses tienen dos fuelles y tres cuerpos con una longitud de 28,45 metros de largo, su cuerpo principal está pintado de color rojo, sin embargo, en la parte frontal y trasera son de color amarillo para que los conductores puedan diferenciar los buses en las troncales. Cuentan con una capacidad de 250 personas, 62 sentadas y 188 de pie. tienen 14 puestos de preferencia para pasajeros con discapacidades, mujeres embarazadas o personas de tercera edad y con dos espacios para ubicar sillas de ruedas. Son los buses más largos de su tipo del mundo. Cuentan con tableros electrónicos y un sistema de altavoz que indican las próximas paradas. Cada biarticulado tiene siete puertas de entrada y salida en el costado izquierdo y dos para casos de emergencia en el costado derecho ocultas bajo tapa en las escaleras.
Los buses son fabricados con los mismos estándares, sin importar su marca. Los primeros en entrar en servicio fueron Volvo con carrocería Marcopolo y Busscar Urbanuss Pluss ensamblados en Colombia, los nuevos buses son de color rojo para que los conductores puedan diferenciar los buses en las troncales y las cintas reflectivas son de color amarillo con doble línea, para que los conductores puedan diferenciar los buses.
Posteriormente al sistema fueron llegando otras combinaciones de chasis y carrocería para articulados, como es el caso de Busscar Urbanuss Pluss y Marcopolo Gran Viale, y Gran Viale BRT con chasis Volvo B12M, Volvo 340M y Scania F340.

### Alimentador

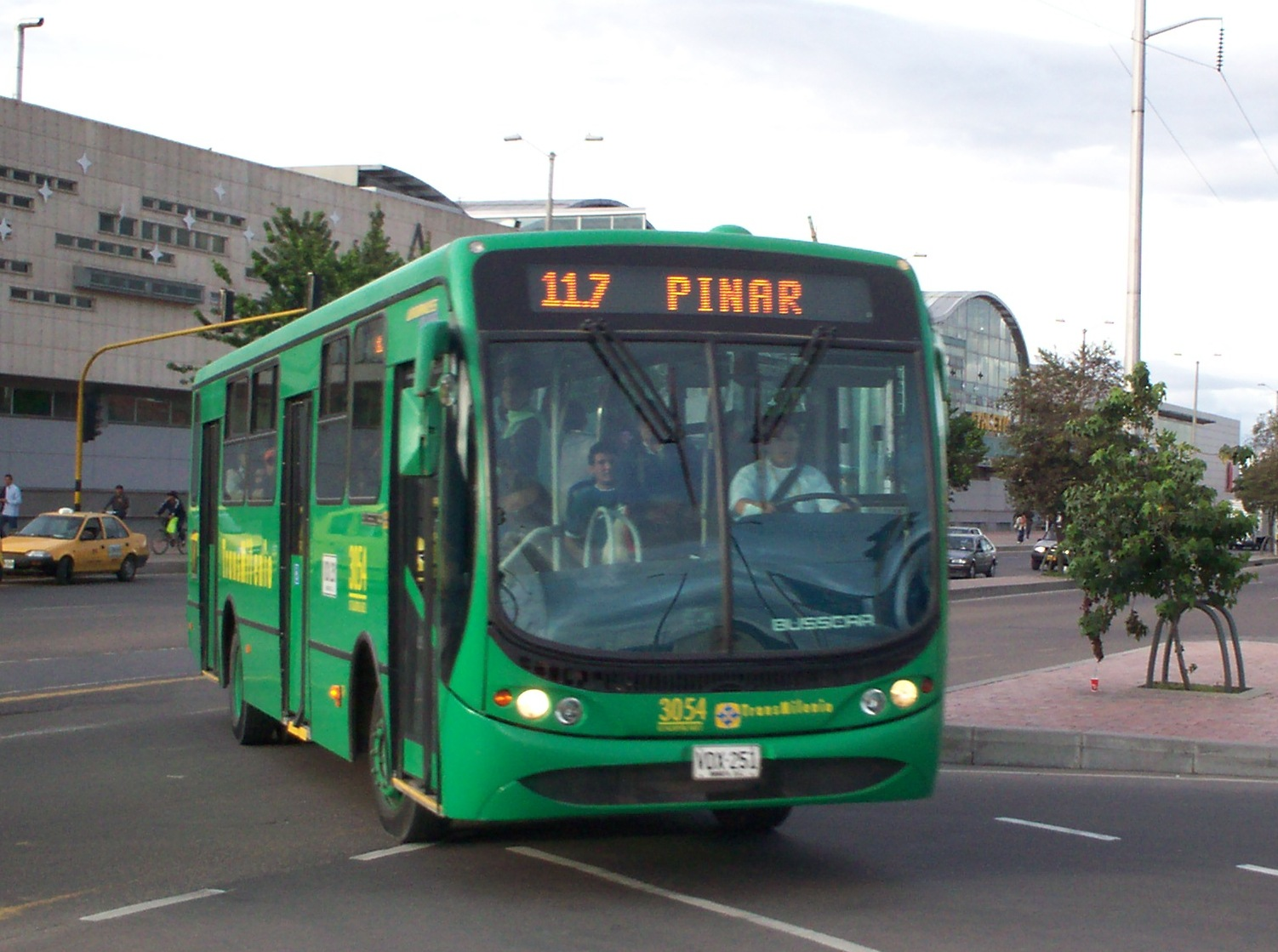
Bus alimentador ingresando al Portal Suba.

Los vehículos alimentadores son similares en su diseño interior a los articulados, la gran mayoría cuentan con tres puertas, aunque de menor tamaño, y un tablero electrónico que indica la ruta y el destino, los buses azules y verde manzana Yutong y BYD tiene torniquete y validador a bordo en la puerta uno y tres de bus y algunos buses tiene torniquete y validador a bordo en la puerta uno de bus .
Su color es verde y azul, con el nombre de TransMilenio en blanco, carente de articulación y son del tamaño de un bus normal. Tienen una capacidad máxima de 90 personas, 35 de ellas sentadas. Estos vehículos son marca Scania, Mercedes-Benz, Chevrolet, Volkswagen, Volvo, BYD, Yutong, Thomas Built y Blue Bird, carrocerías Marcopolo, Busscar y BlueBird.

### Dual

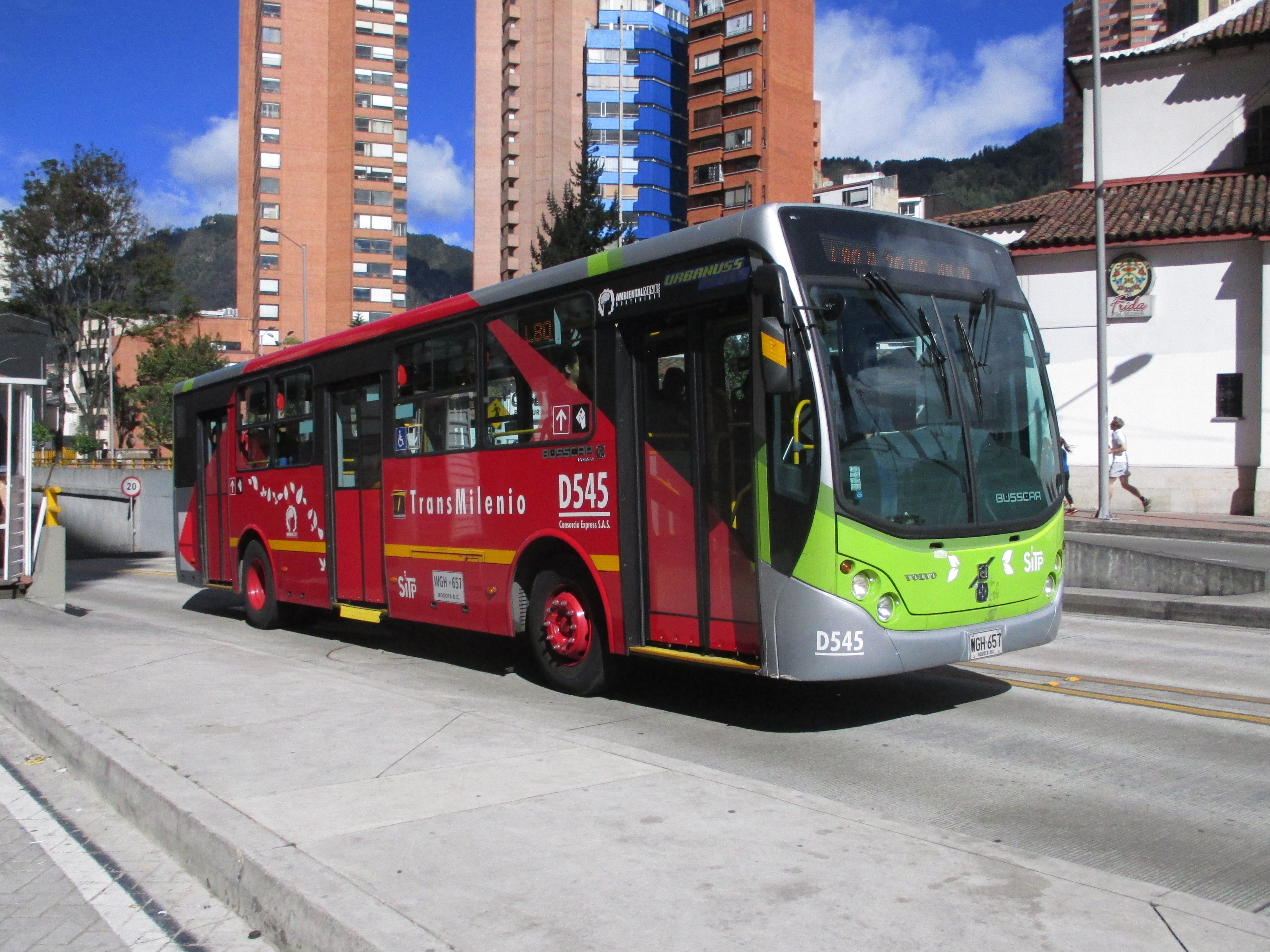
Bus Dual pasando por la carrera Décima, a la altura de la iglesia de San Diego.

Los buses duales tienen como característica principal sus puertas a ambos costados, puerta izquierda para la circulación sobre las troncales de TransMilenio con estaciones en el centro de la vía y puerta derecha y validador a bordo para la operación sobre las vías principales con paraderos del Sistema Integrado de Transporte ubicados al costado derecho de la calzada.
Para diferenciar la función de este tipo de buses, la combinación de colores de su pintura es diferente a los actuales articulados y biarticulados que circulan por las troncales y a los alimentadores y servicios del Sistema Integrado que funcionan por las vías de la ciudad; cuenta en sus costados con el tradicional rojo de los buses articulados pero en su parte delantera y trasera está pintado de color gris diferente a cualquiera de los colores que se usan en los buses de la ciudad.
Iniciaron su operación el 26 de octubre de 2013 con los servicios L80 y M80 conectando la Troncal de la Carrera Décima con la Carrera Séptima.
Los autobuses que usualmente circulan por la Troncal de la Carrera Décima, operados por Consorcio Express S.A.S., con carrocería Busscar Urbanuss Pluss S3, además el Bus de Blue Bird Sigma tienen carrocería Blue Bird Sigma, con chasis Thomas Built con el número N530 y mientras que los autobuses que circulan por la Troncal Calle 26, operados por GMÓVIL S.A.S, cuentan con carrocería Marcopolo Gran Viale BRS, ambos con chasis Volvo B215RH, incluidos buses con carrocería Busscar Urbanuss Pluss S5, con chasis Volvo B8R.

### Nuevos buses
Antecedentes

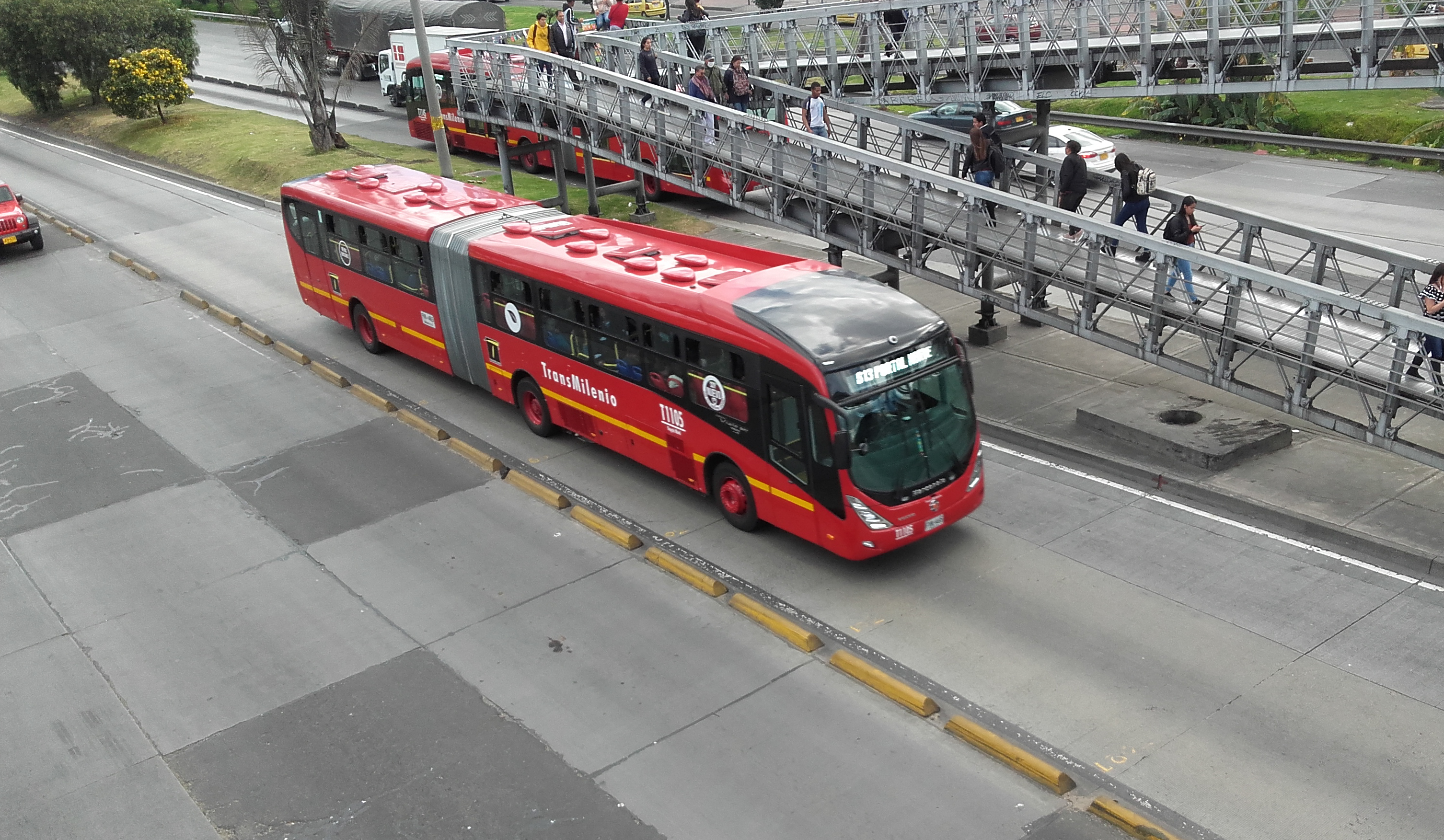
Bus articulado

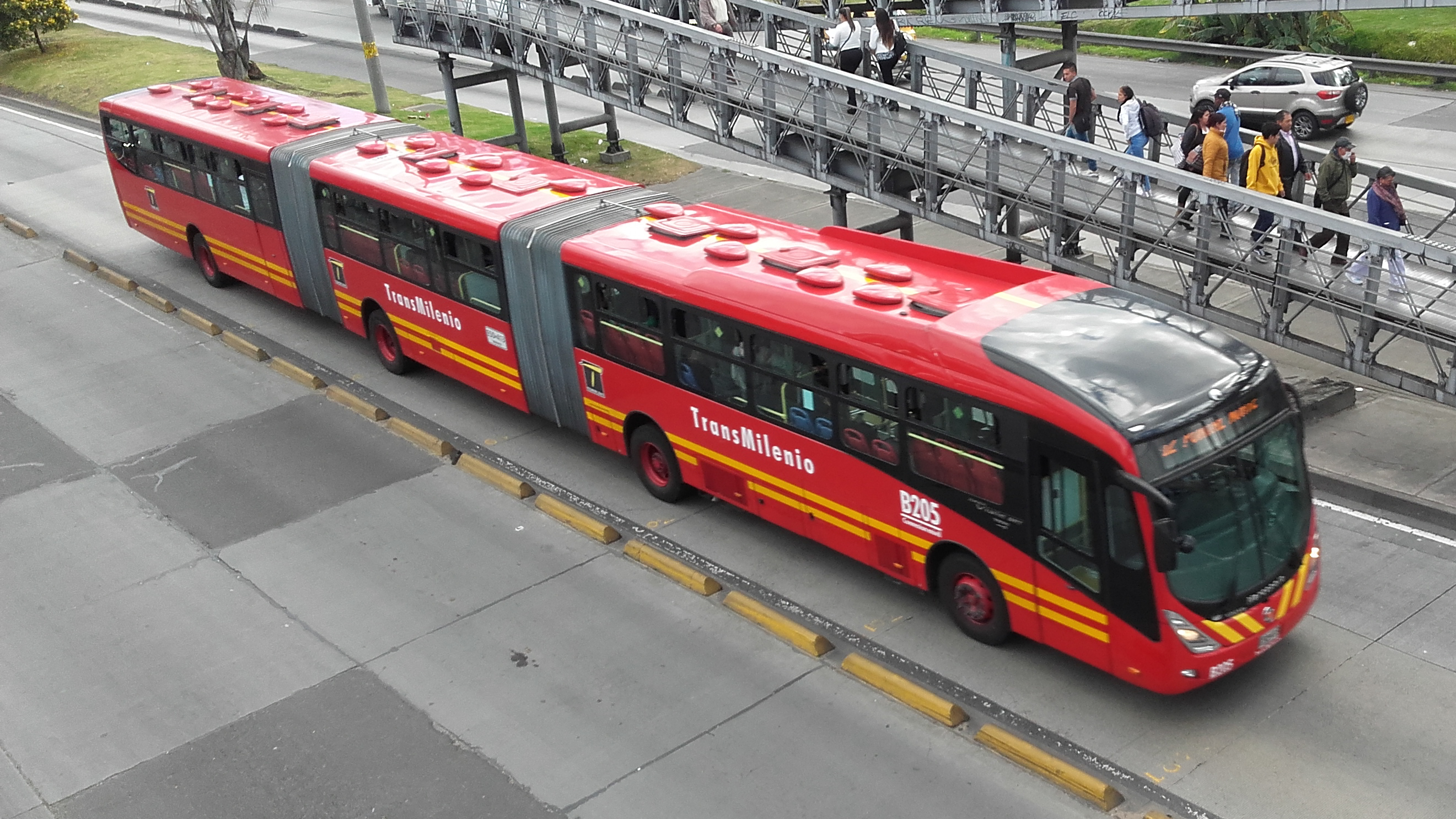
Bus bi-articulado

En 2017 se anunció la llegada de una nueva flota de buses articulados y biarticulados que remplazarían a los buses antiguos que habían estado en servicio desde la llegada de TransMilenio en el 2000. La nueva flota de buses era de interés y tema de debate por parte de varios sectores. Los ambientalistas levantaban su voz al indicar la grave contaminación del aire producida por los motores diésel y la contaminación auditiva que superan los 100 dB, cuando el nivel permitido es de 85 dB, generando estrés en los habitantes, también se indica retraso en el desarrollo de tecnológicas limpias y el aumento de enfermedades respiratorias, estas advertencias permiten que TransMilenio modificara los pliegos definitivos para entregar más puntos a los oferentes que presentaran tecnologías más amigables con el medio ambiente como gas natural o buses eléctricos.
La noticia fue importante pues los  usuarios argumentaban fallas mecánicas en los buses antiguos (según TranMilenio en 2017 se presentaron más de 9000 fallas mecánicas) y retrasos en el sistema por parte de buses que se quedaban varados en las vías, según TransMilenio en el periodo entre enero de 2018 a julio de ese mismo año se vararon en promedio 25 buses al día.
Características
En junio de 2019 comenzó en servicio la nueva flota de buses con la fase l de 202 articulados y 134 biarticulados de un total de 1141 buses 33% articulados y 67% bi-articulados, cada uno con mayor capacidad que los anteriores aumentando a 140000 cupos de pasajeros. La flota incluye 741 vehículos a gas natural con estándar Euro VI y 700 a diésel estándar Euro V. La característica que sobre sale en comparación a los buses anteriores son las sillas laterales que al estar en esa posición aumenta la capacidad de usuarios de pie al 15%. Por razones de seguridad se han instalado cámaras contando una especial que vigila el conductor, conectadas con la Policía y la Secretaría de Seguridad de Bogotá.
Una de las marcas ganadora de la licitación es la sueca Scania, que incorpora 741 buses Euro VI con Gas Natural. Cada bus cuenta con "una caja negra" que permitirá hacer seguimiento a cada procedimiento de la operación. El dispositivo escanea velocidad, frenado y programación de mantenimiento. Cada motor permite una operación de 1.2 millones de km.
Las ensambladoras son Busscar de Colombia con sede en Pereira y la brasileña Marcopolo con sede en Bogotá y operaciones en Cota (Cundinamarca).
Sillas
Estos buses tienen una nueva distribución de las sillas, donde se orienta la espalda de las sillas a los laterales del bus. Algunos artículos indican que estas no pueden ser utilizadas para que los pasajeros que están de pie se sostengan de algo ante frenadas repentinas y bruscas, al estar más gente acumulada los pasajeros de pie se pueden caer con mayor facilidad en los pasajeros que van sentados, en especial cuando el bus hace giros.
Buses de Sitramss en TransMilenio
Una noticia que se resaltó con la llegada de los nuevos buses fue que uno, en su estreno se varó en la avenida Suba, el hecho hizo retumbe en las redes sociales, al igual el desprendimiento del techo de un bus. Poco después apareció un vídeo en las redes sociales en las que se mostraba dos buses del Sitramss de San Salvador en el Portal Usme,  y se esparció el rumor que los buses nuevos eran repintados y presentados como nuevos en Bogotá. Transmilenio salió a desmentir el hecho e indicó que los buses salientes eran donados al sistema de San Salvador.
El consorcio Sitramss está conformado por las firmas SIPAGO (40%), SUBES (30%, recaudador de pasajes) y el operador SI EL SALVADOR (30%), el presidente ejecutivo de SIPAGO es el colombiano Víctor Martínez, quien a su vez es presidente de SI99, el operador más antiguo de TransMilenio en la Fase I desde 1999, Martínez además es uno de los ganadores de la actual licitación (2018) para renovar la Fase I y II de TransMilenio bajo una nueva figura empresarial de razón social SI18. Según la web de la alcaldía de Bogotá, Martínez es responsable de 461 buses nuevos.
Martínez en una entrevista dijo que 80 de 250 buses sacados en circulación aún tenían vida útil y se pueden usar, como ejemplo citó que esos 80 buses entraron al sistema de TransMilenio en 2010 y les quedan 11 años de vida legal, por parte de Sitramss recibió la propuesta de la donación de buses.
Vandalismo
A solo días de entrar en función la nueva flota, cinco buses fueron atacados por desconocidos partiendo vidrios, rayándolos y pintándolos con grafitis con un costo que superó los 10 millones de pesos colombianos cada uno. Los hechos ocurrieron en varios sectores de la ciudad y se le atribuyó el hecho a seguidores del equipo de fútbol Millonarios que estaba en el 73° aniversario, sin embargo la policía indicó que se podría tratar de hechos aislados. Solo dos semanas después, en una de las estaciones de la avenida Caracas un bus fue atacado con grafitis.

## Proyectos del sistema

### En construcción

#### Extensión de la troncal avenida Ciudad de Cali
En noviembre de 2018 se anunció el convenio de financiación entre el Gobierno Nacional y el Distrito que aseguraba los recursos para la construcción de las troncales de la avenida Ciudad de Cali y la avenida Congreso Eucarístico. Se proyectó que la troncal tuviera una longitud de 23,8 km con 31 estaciones. Conectaría las troncales de la avenida de Las Américas, la avenida Eldorado y la avenida Suba, además de la primera línea de metro a la altura de la avenida Villavicencio.
Un año más tarde, en diciembre de 2019 se anunció la apertura de la licitación para construir el primer tramo de la troncal desde el límite con el municipio de Soacha hasta la avenida Manuel Cepeda Vargas. Este tramo es considerado como una línea alimentadora de la primera línea del metro. Tendrá una longitud de 7,4 km con dos carriles para TransMilenio y dos para vehículos mixtos por sentido. En este tramo se planea la instalación de seis estaciones nuevas y la reconstrucción de dos estaciones existentes. La licitación fue adjudicada en octubre de 2020 a cuatro consorcios distintos, que se encargarán de la construcción de igual número de sectores de la troncal. Las obras iniciaron en septiembre de 2021.

#### Construcción de la troncal de la avenida Carrera 68
En noviembre de 2018 se anunció el convenio de financiación entre el Gobierno Nacional y el Distrito que asegura los recursos para la construcción de las troncales de la avenida Ciudad de Cali y la Avenida 68 (que incluye la Calle 100). El proyecto contempla la construcción de 17 km entre la Autopista Sur y la Carrera Séptima con calle 100, 21 estaciones de BRT, 16,9 km de ciclorruta, 6 puentes vehiculares, 8 pasos deprimidos, 13 puentes peatonales y atravesará diez localidades: Usaquén, Chapinero, Barrios Unidos, Suba, Engativá, Teusaquillo, Fontibón, Puente Aranda, Kennedy y Tunjuelito. En octubre de 2019 se inició el proceso de licitación para diseñar y construir esta troncal, y finalmente, el 23 de enero de 2020 se adjudicó la construcción de esta troncal a un total de cuatro consorcios entre los cuales se distribuyeron los 9 km en los cuales se dividió la vía. El acta de inicio fue firmada a finales de junio del mismo año.
Las obras para la construcción de la troncal comenzaron en febrero de 2021, y se dividen en 9 tramos, los cuáles son, de suroccidente a nororiente:
1. Entre Calle 45a Sur y Calle 18 Sur.
2. Entre Calle 18 Sur y Calle 9.
3. Entre Calle 9 y Calle 13.
4. Entre Calle 13 y Calle 24.
5. Entre Calle 24 y Calle 46.
6. Entre Calle 46 y Calle 66.
7. Entre Calle 66 y Carrera 65.
8. Entre Carrera 65 y Carrera 48.
9. Entre Carrera 65 y Carrera 9.

Inicialmente, se esperaba que la troncal estuviese lista para 2025, pero el 2 de agosto de 2024, el IDU anunció que retrasaría la fecha en la que la troncal sería entregada para entre 2027 y 2028.

#### Extensión de la troncal NQS Sur a Soacha fases II y III
El 21 de agosto de 2019 se dio apertura a la licitación de la extensión de las troncal de la Autopista Sur hasta el sector de El Vínculo en el municipio de Soacha. La licitación fue adjudicada el 29 de noviembre del mismo año a las empresas Consorcio Vial de Soacha y Conconcreto S.A. que se encargarán de construir en la primera fase dos estaciones sencillas y una intermedia a a altura del sector de El Altico, un tramo de 1,3 km; y la siguiente fase con dos estaciones sencillas adicionales y el patio portal en el sector de El Vínculo que tendrá nueve plataformas de alimentación y seis para los buses troncales, en una extensión del tramo de 2,6 km. El proyecto es gestionado por la Empresa Férrea Regional, propiedad del gobierno departamental de Cundinamarca. Las obras en vía iniciaron en junio de 2022.

#### Avenida Centenario
En noviembre de 2020 Bogotá y Cundinamarca firmaron cuatro convenios para la adhesión de la capital a los proyectos de movilidad que permitieran una mejor conexión con el departamento, entre estos proyectos se encontraba la construcción de la troncal de TransMilenio por la avenida Centenario desde el límite del Distrito hasta el sector de Puente Aranda, proyecto que ya contaba con sus respectivos diseños. En mayo de 2022 se anunció que el proyecto se encontraba en fase de cumplimiento de requisitos para acceder a recursos de cofinanciación de la nación, recursos que fueron asegurados en julio del mismo año mediante la firma del CONPES 4104 en el que se estimó un costo aproximado del proyecto de 4,97 billones de pesos, distribuidos 70% a cargo de la Nación y 30% a cargo del Distrito.
En el 2022 se abrió la licitación para llevar a cabo la construcción de la troncal en cinco lotes diferentes: los dos primeros lotes fueron adjudicados en abril de 2023, los cuales comprenden desde la intersección de Puente Aranda hasta la intersección con la avenida Boyacá; los siguientes dos lotes abrieron licitación en octubre del mismo año luego de haber sido declarado desierto el proceso en dos ocasiones anteriores.
La troncal contará con cuatro carriles para tráfico mixto por sentido y uno para TransMilenio, con carril de sobrepaso en las 13 estaciones sencillas proyectadas. Además se espera que tenga una estación cabecera, así como un patio con capacidad para 124 buses biarticulados.

### En preparación

#### Corredor verde de la Carrera Séptima
En 2007, se finalizaron los estudios y diseños de la troncal de la carrera Séptima; sin embargo la licitación para construir la troncal no se llevó a cabo y los estudios fueron archivados. Luego, se realizaron unos nuevos diseños para construir una troncal más económica que no requería adquirir predios y sin carriles de sobrepaso en las estaciones. El 3 de septiembre de 2010 la obra fue adjudicada, sin embargo, debido a las quejas de los vecinos de la vía, el inicio de la obra se retrasó y en septiembre de 2011 se suspendió el contrato que finalmente no se llevó a cabo. En enero del 2016 se anunció que la troncal de la carrera Séptima entre la estación Museo Nacional - FNG en la calle 32 y la calle 170 se construirá de acuerdo a los diseños realizados inicialmente en el año 2007. El Instituto de Desarrollo Urbano dio a conocer el pre pliego de condiciones para realizar la actualización y los ajustes a los estudios existentes y la elaboración del diseño final hasta la calle 200 y no hasta la 170 como se tenía contemplado inicialmente. En diciembre del mismo año se adjudicó a una empresa la actualización de los diseños y en octubre de 2018 se abrió la licitación para escoger a los encargados de la construcción del corredor que se dividió en 8  para ser adjudicados a igual número de oferentes. Sin embargo, esta licitación se detuvo luego que el Tribunal Administrativo de Cundinamarca dejase en firme la medida cautelar que había en contra de la materialización de la troncal presuntamente por generar daños patrimoniales. Finalmente, a finales de 2020 el proceso fue cancelado de forma definitiva.
En noviembre de 2020 la administración distrital dio a conocer una nueva propuesta para la vía, denominado como «Corredor Verde» el cual comprende la construcción de carriles exclusivos para buses duales eléctricos con sobrepaso en las estaciones, cuya particularidad es que serán abiertas para disminuir el impacto visual en el entorno. El proyecto entró en etapa de diseños para ser presentado definitivamente en 2021.

#### Extensión de la troncal Caracas Sur
Se tiene planeada una extensión futura más allá del Portal Usme, hasta la avenida Boyacá en el sector de Yomasa, que contará con tres estaciones nuevas e incluye la construcción de los carriles exclusivos y de tráfico mixto, espacio público y ciclorruta.